# 2015 في لبنان
فيما يلي قوائم الأحداث التي وقعت خلال عام 2015 في لبنان.

## أفلام
من الأفلام التي صدرت هذه السنة في لبنان:
- 1 يناير – 3000 ليلة من إخراج مي المصري.

## برامج ومسلسلات وأنمي
- توب شيف

## وفيات

### يناير
- 1 يناير – درية فاخوري (مواليد 1930)
- 1 يناير – عباس إبراهيم حجازي (مواليد 1979)
- 18 يناير – غازي علي ضاوي (مواليد 1988)
- 18 يناير – محمد أحمد عيسى (مواليد 1972)
- 18 يناير – محمد علي حسن (مواليد 1985)

### سبتمبر
- 6 سبتمبر – وليام ستولتزفوس (مواليد 1924) دبلوماسي أمريكي.
- 10 سبتمبر – أنطوان لحد (مواليد 1927) ضابط لبناني قائد جيش لبنان الجنوبي الموالي لإسرائيل.

### أكتوبر
- 10 أكتوبر – إلياس سكاف (مواليد 1948) سياسي لبناني.

### ديسمبر
- 19 ديسمبر – سمير القنطار (مواليد 1962)
- 23 ديسمبر – غريغوار حداد (مواليد 1924) رئيس أساقفة لبناني.
- 25 ديسمبر – علي عيد (مواليد 1940) سياسي لبناني.
- 28 ديسمبر – فاروجان خدشيان (مواليد 1937) ممثل لبناني.